# 茹拉京
49°56′30″N 24°36′3″E / 49.94167°N 24.60083°E
茹拉京（烏克蘭語：Журатин），是烏克蘭西部的村莊，隸屬利維夫州的佐洛奇夫區。該村面積1.8平方公里，海拔高度217米，2001年人口303，人口密度每平方公里177.5人。